# Strai Station
Strai Station (Strai stoppested) var en jernbanestation på Sørlandsbanen, der lå i Kristiansand kommune i Norge.
Stationen åbnede som holdeplads sammen med Setesdalsbanen 26. november 1895. oprindeligt hed den Kvernvolden, men den skiftede navn til Strai 1. februar 1921. Den blev nedgraderet til trinbræt i 1928 eller 1929. I 1938 blev strækningen mellem Kristiansand og Grovane, hvor Strai Station lå, ombygget fra smalspor til normalspor og indlemmet i Sørlandsbanen. I 1958 blev stationen flyttet ca. 600 m. Den blev nedlagt 28. maj 1967.
Til åbningen i 1895 blev der opført et læskur efter tegninger af Paul Due. Det blev senere flyttet til Grovane Station.